# Liste der Landschaftsschutzgebiete im Landkreis Osterholz
Die Liste der Landschaftsschutzgebiete im Landkreis Osterholz enthält die Landschaftsschutzgebiete des Landkreises Osterholz in Niedersachsen.
| Bild                                   | Nummer        | Bezeichnung des Gebietes         | Fläche in Hektar | WDPA-ID   | Koordinaten | Datum der Verordnung |
| -------------------------------------- | ------------- | -------------------------------- | ---------------- | --------- | ----------- | -------------------- |
|                                        | LSG OHZ 00002 | Klosterholz                      | 26,50            | 322214    | Position    | 1968                 |
|                                        | LSG OHZ 00004 | Bremer Schweiz                   | 2589,00          | 320081    | Position    | 1968                 |
|                                        | LSG OHZ 00005 | Schmidt’s Kiefern und Heidhof    | 2389,00          | 324224    | Position    | 1968                 |
|                                        | LSG OHZ 00007 | Truper Blänken                   | 771,00           | 325242    | Position    | 1968                 |
|                                        | LSG OHZ 00008 | Butendieker Gehölz               | 20,00            | 320233    | Position    | 1968                 |
|                                        | LSG OHZ 00009 | Giehler Bach                     | 1260,00          | 321075    | Position    | 1986                 |
|                                        | LSG OHZ 00010 | Findorffschanze                  | 138,00           | 320802    | Position    | 1968                 |
|                                        | LSG OHZ 00011 | Hamberger Moor                   | 290,00           |           | Position    | 1978                 |
|                                        | LSG OHZ 00012 | Heimelberg                       | 670,00           |           | Position    | 1980                 |
|                                        | LSG OHZ 00013 | Worpswede                        | 1873,30          | 325940    | Position    | 1980                 |
|                                        | LSG OHZ 00014 | Hügelgräberfeld bei Axstedt      | 2,00             | 321819    | Position    | 1951                 |
|                                        | LSG OHZ 00015 | Sterbrucher Moor                 | 82,00            | 324841    | Position    | 1983                 |
|                                        | LSG OHZ 00016 | Oberlauf des Scharmbecker Baches | 21,30            | 323408    | Position    | 1989                 |
|                                        | LSG OHZ 00017 | Bredbeck                         | 148,50           | 320067    | Position    | 1990                 |
| Landschaftsschutzgebiet Hammeniederung | LSG OHZ 00018 | Hammeniederung                   |                  | 555638508 |             | 2017                 |
| weitere Bilder                         | LSG OHZ 00019 | Teufelsmoor                      | 1071             | 555638507 |             | 2017                 |
|                                        | LSG OHZ 00020 | Beekniederung                    | 64               | 555638506 | Position    | 2017                 |
| weitere Bilder                         | LSG OHZ 00021 | Unterwesermarsch                 | 955              |           | Position    | 2023                 |